# Santuario nacional Megantoni
El Santuario Nacional Megantoni (SNM) es un Área Natural Protegida creada el 18 de agosto de 2004, mediante Decreto Supremo Nº 030-2004-AG. Su superficie alcanza las 215,868.96 has y está ubicado en la parte central de la cuenca del Río Urubamba, en la Cordillera de Ausangate, Distrito de Megantoni, provincia de La Convención, departamento del Cusco, en Perú. En el 2021 la UNESCO reconoció al SNM como Zona Núcleo de la Reserva de Biosfera Avireri-Vraem.
El establecimiento del Santuario Nacional Megantoni tiene como objetivo principal conservar con carácter de intangible, los ecosistemas que se desarrollan en las montañas de Megantoni, los cuales incluyen diez (10) zonas de vida que albergan bosques intactos, fuentes de agua como las cabeceras de los ríos Limpia y Ticumpinia y altos valores culturales y biológicos entre los que destacan el Pongo de Mainique, lugar sagrado para el pueblo Machiguenga, especies en vías de extinción entre las que se encuentran Tremarctos ornatos (oso de anteojos), Lontra longicaudis (nutria, lobo de río), Ateles belzebuth (maquisapa cenizo) y Propyrrhura couloni (guacamayo verde cabeza celeste), especies de distribución restringida y especies nuevas para la ciencia, manteniendo intacto el corredor sumamente importante entre el Parque Nacional Manu y el complejo de Áreas Naturales Protegidas de Vilcabamba.
En la fauna del santuario se ha registrado la presencia de 378 especies de aves, 32 especies de mamíferos grandes y medianos, 19 especies de reptiles y 32 especies de anfibios, de las cuales 12 especies son nuevas para la ciencia; y en su flora se ha catalogado más de 1,400 especies de plantas, mientras que se estima que en total debe existir entre 3,000 y 4,000 especies en total, excepcionalmente gran diversidad de orquídeas y helechos.